# Zaroślak peruwiański
Zaroślak peruwiański (Atlapetes seebohmi) – gatunek małego ptaka z rodziny pasówek (Passerellidae). Występuje na niewielkim obszarze Peru i Ekwadoru. Jest uznawany za gatunek najmniejszej troski.

## Systematyka
Gatunek po raz pierwszy zgodnie z zasadami nazewnictwa binominalnego opisał Władysław Taczanowski, nadając mu nazwę Carenochrous seebohmi. Opis ukazał się w 1883 roku w Proceedings of the Zoological Society of London. Autor jako miejsce typowe wskazał Cajaca w prowincji Cajatambo wówczas w regionie Ancash w Peru. Takson ten bywał niekiedy uznawany za podgatunek zaroślaka rdzawobrzuchego (Atlapetes nationi).
IOC wyróżnia 3 podgatunki Atlapetes seebohmi:
- A. s. seebohmi (Taczanowski, 1883) – zaroślak peruwiański[5]
- A. s. simonsi  (Sharpe, 1900) – zaroślak stokowy[5]
- A. s. celicae Chapman, 1925.

### Etymologia
- Atlapetes: połączenie słowa Atlas z gr. πετης petēs – „lotnik” πετομαι petomai – „latać”[11].
- seebohmi: od Henry’ego Seebohma (1832–1895) – brytyjskiego biznesmena, ornitologa i podróżnika[12].

## Morfologia
Nieduży ptak z dosyć długim, grubym u nasady dziobem w kolorze czarnym. Obie szczęki są lekko zakrzywione. Tęczówki ciemne, brązowoczerwone. Nogi szarawe. Podgatunek nominatywny ma charakterystyczny rdzawoczerwony wierzchołek głowy, wyraźnie kontrastujący z czarną twarzą. Pióra gardła i okolice wąsów białe, podbródek oraz krótkie wąsy czarne. Górne pokrywy skrzydeł oliwkowoszare z ciemnoczarnymi obrzeżami. Lotki oliwkowoszare z ciemniejszymi obrysami, ostatnia lotka z białawym obrzeżem. Ogon długi, niestopniowany, wszystkie sterówki w kolorze szarym. Brzuch i dolna część piersi jasnoszare, w części środkowej przechodzące w barwę oliwkowoszarą na bokach. Obie płcie wyglądają tak samo. Młode osobniki są bardziej brązowe, na brzuchu i piersi mają słabo widoczne smugi. Podgatunek A. s. simonsi ma szarą plamę policzkową. Długość ciała z ogonem 16–17 cm.

## Zasięg występowania
Zaroślak peruwiański jest spotykany tylko w niewielkim obszarze u podnóża i na stokach zachodnich Andów. Zazwyczaj występuje na wysokościach 1150–2800 m n.p.m. Inne źródła podają zakres wysokości 1200–2500 m n.p.m. Poszczególne podgatunki występują:
- A. s. seebohmi – zachodnie stoki Andów w północno-wschodnim Peru na południe po Ancash,
- A. s. simonsi – środkowe i wschodnie części prowincji Loja w Ekwadorze i region Tumbes w Peru,
- A. s. celicae – zachodnia część prowincji Loja (kanton Celica) w południowo-zachodnim Ekwadorze[9].

## Ekologia
Zaroślak peruwiański jest gatunkiem endemicznym. Jego głównym habitatem są niskie zarośla w lasach górskich, a także zakrzewione zbocza wzgórz z niską sucholubną roślinnością. Jest gatunkiem wszystkożernym, zjadającym nasiona, owoce oraz duże owady. Żeruje w pobliżu ziemi, także opada na ziemię i przeszukuje ściółkę. Występuje zazwyczaj w parach lub niewielkich grupach.

### Rozmnażanie
Brak szczegółowych informacji o rozmnażaniu, gniazdach i jajach. Rozmnaża się prawdopodobnie w porze deszczowej około marca–maja.

## Status
Od 1988 roku zaroślak peruwiański wpisany jest do Czerwonej księgi gatunków zagrożonych IUCN jako gatunek najmniejszej troski. Zasięg występowania zaroślaka peruwiańskiego według szacunków organizacji BirdLife International obejmuje około 92,2 tys. km². Liczebność populacji nie jest oszacowana, jednak jest uznawany za rzadki (uncommon).  Ze względu na brak dowodów na spadki liczebności bądź istotne zagrożenia dla gatunku, BirdLife International uznaje trend liczebności populacji za stabilny. BirdLife International wymienia 11 ostoi ptaków IBA, w których ten gatunek występuje, 9 w Peru (m.in. Park Narodowy Cerros de Amotape) i 2 w Ekwadorze (m.in.: Bosque Protector Jatumpamba-Jorupe).